# Tupirinna
Genre
Tupirinna est un genre d'araignées aranéomorphes de la famille des Corinnidae.

## Distribution
Les espèces de ce genre se rencontrent au Brésil, au Pérou, en Colombie, au Venezuela et au Panama.

## Liste des espèces
Selon World Spider Catalog (version 22.5, 09/08/2021) :
- Tupirinna albofasciata (Mello-Leitão, 1943)
- Tupirinna araguaia Xavier & Bonaldo, 2021
- Tupirinna caraca Xavier & Bonaldo, 2021
- Tupirinna coari Xavier & Bonaldo, 2021
- Tupirinna cruzes Xavier & Bonaldo, 2021
- Tupirinna gigantea Xavier & Bonaldo, 2021
- Tupirinna goeldi Xavier & Bonaldo, 2021
- Tupirinna ibiapaba Xavier & Bonaldo, 2021
- Tupirinna lata Xavier & Bonaldo, 2021
- Tupirinna luctuosa Xavier & Bonaldo, 2021
- Tupirinna mutum Xavier & Bonaldo, 2021
- Tupirinna oba Xavier & Bonaldo, 2021
- Tupirinna palmares Xavier & Bonaldo, 2021
- Tupirinna platnicki Xavier & Bonaldo, 2021
- Tupirinna regiae Xavier & Bonaldo, 2021
- Tupirinna rosae Bonaldo, 2000
- Tupirinna trilineata (Chickering, 1937)
- Tupirinna una Xavier & Bonaldo, 2021
- Tupirinna urucu Xavier & Bonaldo, 2021
- Tupirinna zebra Xavier & Bonaldo, 2021

## Publication originale
- Bonaldo, 2000 : « Taxonomia da subfamília Corinninae (Araneae, Corinnidae) nas regiões Neotropica e Neárctica. » Iheringia (Zoologia), vol. 89, p. 3-148 (texte intégral).